# Cratere Andvari
Andvari è un cratere presente sulla superficie di Tritone, il principale satellite di Nettuno; il suo nome deriva da quello di Andvari, un nano a forma di pesce presente nella mitologia norrena.